# Michel Averseng
Michel Averseng est un sculpteur français né à Toulouse en août 1936.

## Biographie
Après des études à l'École des beaux-arts de Toulouse, Michel Averseng intègre l'Atelier Gimond à l'École nationale supérieure des beaux-arts de Paris, avant de faire son service militaire en Algérie.
Au retour, il obtient différents prix dont le Prix de la Fondation Renault, il part pour le Japon en tant que boursier du Gouvernement japonais. Il y reste deux ans au terme desquels il réalise une œuvre monumentale Okasan et Akachan pour l'Atelier Masuda (Kyoto). Il a l'occasion de se familiariser avec la fonte du bronze.
Il voyage en Extrême-Orient où le Cambodge l'impressionne particulièrement puis effectue un séjour de deux ans en Australie.
Depuis son retour en France en 1971, il se consacre exclusivement à la sculpture. Créant une œuvre figurative, il participe à de nombreuses manifestations artistiques à Paris et en province. En 1978, il monte sa propre fonderie dans la région toulousaine et fond bon nombre de ses œuvres.
Parallèlement, il enseigne le dessin et la sculpture à l'Académie des Beaux-Arts de Chaville (92) pendant une quinzaine d'années.
En 2002, il quitte la région parisienne et élit domicile dans la région toulousaine où il continue son activité créatrice dans son nouvel atelier.
Ancien membre du conseil d'administration de l'ADAGP, il participe depuis de nombreuses années au Salon des artistes français dont il a été président de la section sculpture pendant une dizaine d'années.
De 2010 à 2011, Michel Averseng est vice-président de la Société des artistes français.
En 2018, sa sculpture "Any la Cambodgienne" est achetée par la ville de Villeneuve-Tolosane et installée sur le parvis de l'école Canta Lauseta.
En 2023, il obtient ex-aequo le prix Taylor, de la Fondation Taylor avec Arlette Ginioux.